# Anders Jensen Clausager
|  | Ikke at forveksle med broderen Anders Bjergbo Clausager |
Anders Jensen Clausager (født 23. juni 1834 på gården Clausager, Sædding Sogn ved Skjern, død 21. marts 1928 i Sædding) var en dansk gårdejer og politiker, bror til Anders Bjergbo Clausager.
Hans forældre var gårdejer og smed Jens Andersen Clausager og Ane Katrine Madsdatter. Clausager gik 1852 på Staby Folkehøjskole og var 1852-1854 biskolelærer i Hanning; blev 1861 ved giftermål gårdejer i sit fødesogn og valgtes 1866 til Folketinget i sin faders tidligere kreds (Ringkjøbing Amts 5. kreds, Skjernkredsen). Clausager hørte oprindelig til den af Geert Winther ledede gruppe, men sluttede sig 1870 til Det forenede Venstre og var medlem af dets bestyrelse 1870-1878; ved delingen 1878 gik Clausager til den moderate gruppe. Han tog kun sjældnere del i tingets forhandlinger (bl.a. om Hærloven 1867], men øvede ikke ringe indflydelse i partimøderne og nød stor anseelse i det sydvestlige Jylland. 1878 indvalgtes han i Landstinget for 11. kreds, hvor han i 8 år smukt repræsenterede sit parti, medens hans yngre broder Anders Bjergbo Clausager indtog pladsen i Folketinget. I september 1886 forlod han Landstinget, men valgtes i januar 1887 i sin gamle folketingskreds. Desuden var Clausager 1877-1883 medlem af amtsrådet (ligesom faderen 1865-1871), blev 1879 landvæsenskommissær og 1883 til 1912 var repræsentant for Landbygningernes almindelige Brandforsikring indtil 1885, da han blev branddirektør i Skjern.
Han blev gift 6. oktober 1861 i Sædding med Katrine Marie Jørgensen Kjærgaard (født 13. april 1837 på Kærgaard, Sædding Sogn, død 22. april 1907 på Skernbrogård), datter af gårdejer Jørgen Peder Hansen (1803-1891) og Karen Vendelboe (1803-1875). De havde følgende børn, hvoraf to også gik ind i politik:
- Jørgen Peder Jensen Clausager (1862-1935)
- Karen Vendelbo Jensen Clausager (1863-1948), mor til Martin Clausager
- Jens Jensen Clausager (1866-1933)
- Ane Kathrine Jensen Clausager (1868-1924), mor til Anders Clausager
- Margrethe Jensen Clausager (1872-1925)
- Hans Krogmoes Jensen Clausager (1874-1948)
- Søren Ogelvig Jensen Clausager (1876-1945)
- Jens Abildtrup Jensen Clausager (1879-1922)

Han er begravet i Skjern.